# Colom bicrestat
El colom bicrestat (Lopholaimus antarcticus) és una espècie d'ocell de la família dels colúmbids (Columbidae) i única espècie del gènere Lopholaimus Gould, 1841. Habita la selva i els boscos d'eucaliptus d'Austràlia oriental, a la llarga de la zona costanera de l'est de Queensland, Nova Gal·les del Sud i nord-est de Victòria.